# Riserva naturale Pantaniello
La riserva naturale Pantaniello è un'area naturale protetta situata in Abruzzo, nella provincia dell'Aquila, si estende per un'area di circa due ettari, a tutela di un laghetto noto come Lago di Pantaniello posto a ben 1.818 m s.l.m., nel territorio del comune di Barrea. 
La riserva ricade nella zona di protezione esterna del Parco nazionale d'Abruzzo, Lazio e Molise e all'interno della Foresta Demaniale di Chiarano Sparvera.

## Descrizione
Nella comunità montana Alto Sangro e altopiano delle Cinquemiglia, ricca di aree protette, si trova questo caratteristico lago di origine tettonica, risalente all'era glaciale. Il lago di Pantaniello ha una profondità massima di un metro, ma mediamente è di circa 50 cm. Si trova nelle vicinanze del Lago della Montagna Spaccata, e del Lago di Barrea, da cui passano i due sentieri, con i quali è possibile arrivare a questa riserva, sentieri percorribili solo a piedi.

## Ambiente

### Flora
Numerosi gli endemismi della riserva: Arenaria bertolonii, Viola calcarata, Carum carvifolium, Linaria purpurea, Adenostyles alpina australis, Thlaspi rotundifolium stylosum e Ranunculus montanus apenninus.
Il Lago è ricco di alghe epifite, nutrimento di pesci e anfibi. Nel biotopo crescono Trifolium thalii, Carex kitaibeliana, Sesleria apennina, Helianthemum oelandicum subsp. alpestre, Pulsatilla alpina e Saxifraga moschata.
Nelle praterie che circondano il lago domina il Potamogeton sp.

### Fauna

#### Anfibi e Rettili

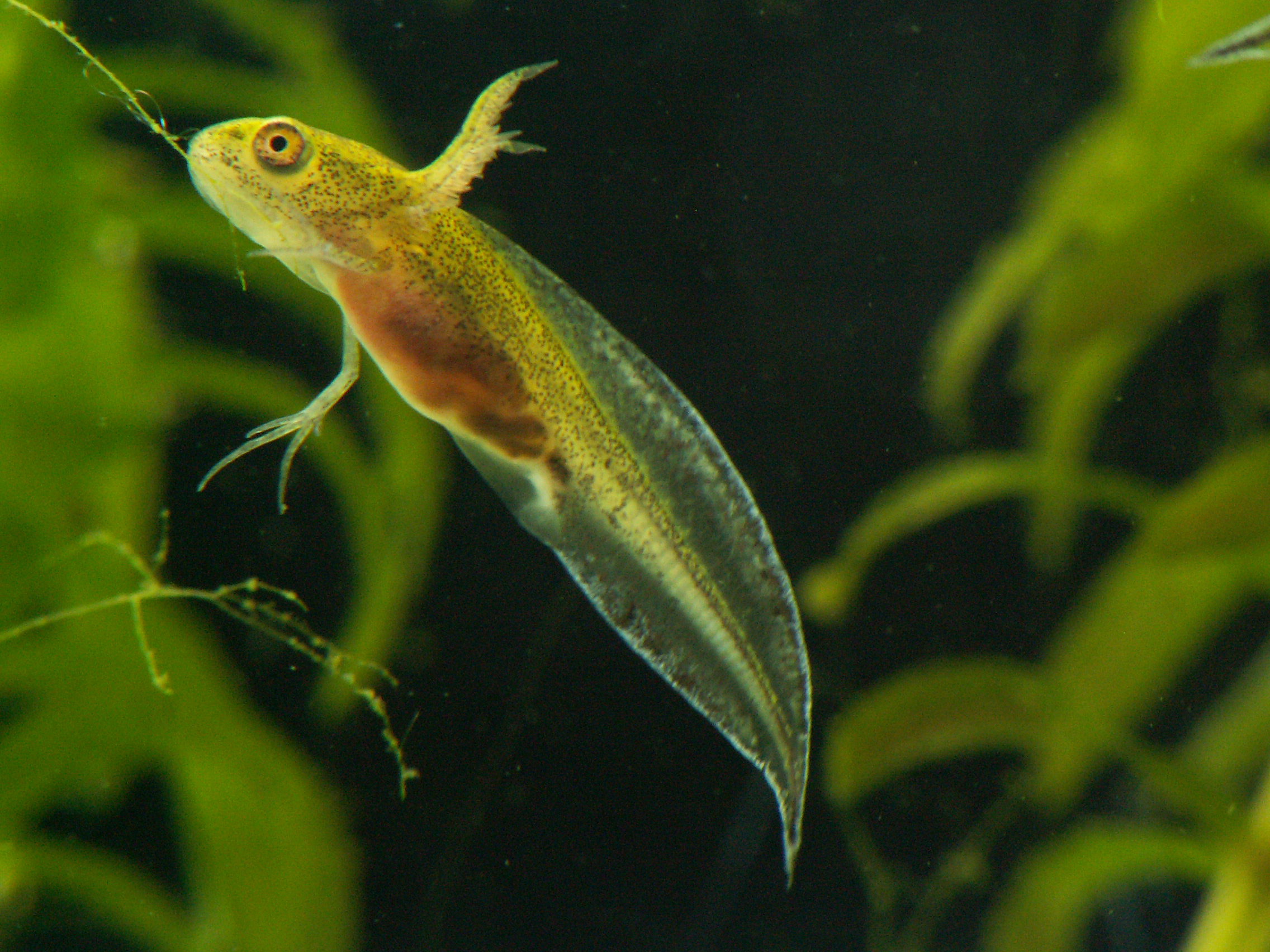
Larva di Tritone crestato

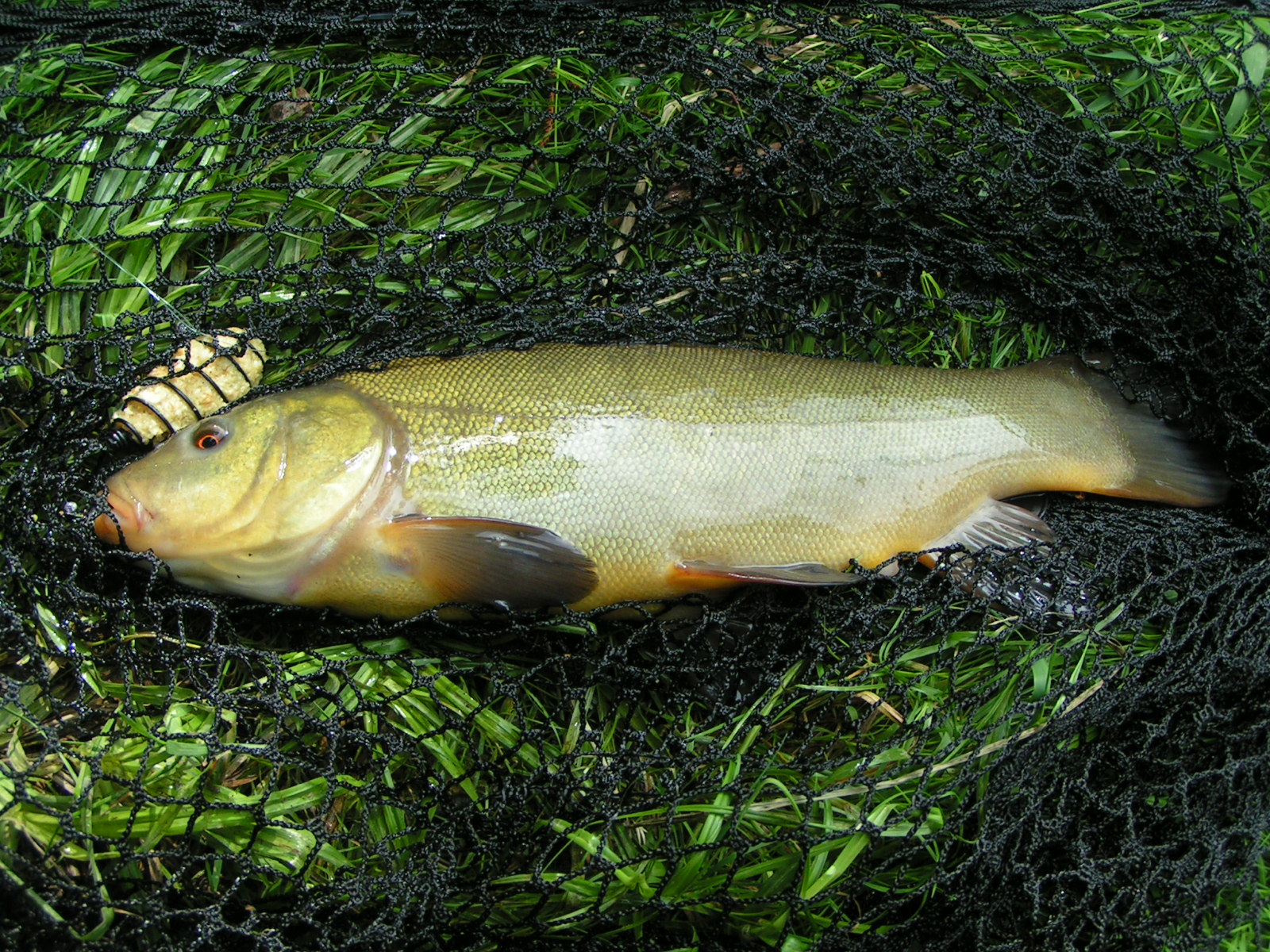
Tinca

Vera rarità è il Gammarus lacustris un crostaceo relitto dell'era glaciale, oltre alle più comuni bisce dal collare (Natrix natrix), ed il tritone crestato (Triturus cristatus). 
Tra i pesci è possibile osservare la tinca (Tinca tinca).

#### Mammiferi
Sulle sue sponde si possono notare molti dei mammiferi che si trovano nelle aree vicine, che vengono a dissetarsi, come il lupo appenninico (Canis lupus italicus), l'orso marsicano (Ursus arctos marsicanus), il cervo (Cervus elaphus), la lepre (Lepus europaeus), la volpe (vulpes vulpes), la martora (Martes martes), ed il topo selvatico collogiallo (Apodemus flavicollis).